# Athroismeae
Athroismeae és una tribu de la subfamília de les asteròidies (Asteroideae).

## Particularitats
Aquesta petita tribu va ser creada per J. L. Panero recentment com a conseqüència d'estudis moleculars.

## Gèneres
Compta amb els gèneres següents:
- Anisopappus
- Athroisma
- Blepharispermum
- Centipeda